# Prix Aurore
 (juillet 2023).
Pour les articles homonymes, voir Aurore.
Les prix Aurore sont une parodie de récompense décernés aux pires films ou navets du cinéma québécois.

## Historique
Les prix Aurore, qui se veulent une réponse aux prix Jutra, ont été créés en 2007 par Jean-René Dufort, animateur de l'émission Infoman. Ils peuvent être considérés comme un équivalent québécois des Razzie Awards, cérémonies qui répliquent aux Oscars en « récompensant » les pires films et les pires acteurs d'Hollywood. La différence avec la cérémonie américaine, c'est que le jury est constitué de critique reconnu, comme Marc-André Lussier, Michel Coulombe, Manon Dumais, Marc Cassivi, Brandon Kelly ou Odile Tremblay
Le nom du prix réfère au long métrage de 1952 La Petite Aurore, l'enfant martyre, un classique du cinéma québécois néanmoins considéré comme un film de piètre qualité. En effet, le trophée remis aux lauréats est en forme de rond de poêle, en référence à une scène du film où le personnage d'Aurore est forcé de mettre les mains sur un rond en marche.
Il y a plusieurs catégories mais la plupart des prix sont acceptés par Pierre Brassard. Par contre, de plus en plus de personnes viennent accepter leur prix en personne dont, entre autres; Benoît Roberge, Guillaume Lemay-Thivierge, Sarah-Jeanne Labrosse,  Mylène St-Sauveur , Julien Lacroix, Guy Jodoin, Pierre-Luc Brillant et Émile Bilodeau.
Plusieurs des prix sont de simples prix pour rire de certains acteurs ou certaines modes, mais il y a cinq prix qui ont été donnés à chaque gala depuis leur début. Il s'agit du Plus meilleur pire film, du prix « Liquid Paper » pour acteur et actrice, de la pire réplique et de l'accessoire de l'année (quoique ce prix a été inauguré seulement à la deuxième édition).

## Sélections et palmarès par année
Ci-dessous figure la liste des sélections et palmarès par année. Les lauréats sont indiqués en gras.

## 2007
Prix Aurore décernés en 2007 :
Plus meilleur pire film :
- Roméo et Juliette

Prix « Liquid Paper » de l'actrice qui fera disparaître de son CV son rôle dans un film :
- Jeanne Moreau dans Roméo et Juliette

Prix « Liquid Paper » de l'acteur qui fera disparaître de son CV son rôle dans un film :
- Toute la distribution masculine dans Roméo et Juliette (ex-aequo)
- Dan Bigras dans La Rage de l'ange (ex-aequo)

Pire réplique :
- « On va fourrer à souère » dans Duo

Acteur ou actrice ayant offert une meilleure performance dans Virginie ou dans une pub de pharmacie que dans un film :
- Annick Lemay dans Duo

Pire perruque :
- Patrice Robitaille dans Cheech
- Ginette Reno dans Le Secret de ma mère (mention spéciale)

Film dans lequel on aurait dû retrouver Rémy Girard :
Aucun gagnant annoncé, référence au grand nombre de films dans lequel l'acteur jouait cette année.

## 2008
Prix Aurore décernés en 2008 :
Plus meilleur pire film : 
- Québec sur ordonnance de Paul Arcand

Même s'il y avait pas de nomination, mention spécial à L'âge des ténèbres.
Prix « Liquid Paper » de l'actrice qui fera disparaître de son CV son rôle dans un film :
- Sylvie Léonard dans L'Âge des ténèbres et Ma tante Aline

Prix « Liquid Paper » de l'acteur qui fera disparaître de son CV son rôle dans un film :
- Patrick Huard, cité comme « pire comédien dans le rôle d’un réalisateur qui ne veut pas voyager en classe économique »

Pire réplique :
- « C'est pas ton père » dans Ma fille, mon ange

L'accessoire de l'année :
- Le collier de barbe de Martin Matte, pour Nitro

Personnalité qui n'aurait pas dû laisser sa job de jour :
- Paul Arcand pour Québec sur ordonnance

Film dont on a trop entendu parler :
- L'Âge des ténèbres

## 2009
Sélection et Prix Aurore décernés en 2009 :
Plus meilleur pire film de l'année :
- Cruising Bar 2

Prix « Liquid Paper » de l'actrice qui fera disparaître de son CV son rôle dans un film :
- Susan Sarandon, pour Emotional Arithmetic (en).

Prix « Liquid Paper » de l'acteur qui fera disparaître de son CV son rôle dans un film :
- Benoît Roberge, pour Le Cas Roberge.

Pire réplique :
- « Vas-tu finir par bander mon gros criss de verrat », dans Cruising Bar 2

Accessoire de l'année :
- Le col de fourrure meurtrier, dans Truffe.

Prix de la meilleure affiche, remis au film qui aurait dû juste rester un poster :
- Le Piège américain.

L'Espoir Aurore 2010, pour le navet de l'avenir :
- Le Bonheur de Pierre (le film gagna d'ailleurs le prix du Plus meilleur pire film l'année suivante).

Pire film étranger :
- Astérix aux Jeux olympiques

Prix honorifique Life achèvement : 
- Michèle Richard

## 2010
Sélection et Prix Aurore décernés en 2010,:

### Prix Aurore du plus meilleur pire film
- À vos marques... party! 2
- Détour
- Le Bonheur de Pierre
- Cadavres
- Pour toujours, les Canadiens!

### Prix «Liquid Paper» de l'actrice qui fera disparaître de son CV son rôle dans un film
- Les actrices trentenaires qui jouent des adolescentes dans À vos marques... party! 2 (Mention spéciale)

Mélissa Désormeaux-Poulin et Mariloup Wolfe - Rosalee Jacques
- Sylvie Testud dans Le Bonheur de Pierre
- Louise Portal dans Le Bonheur de Pierre
- Marie Tifo dans Grande Ourse

### Prix «Liquid Paper» de l'acteur qui fera disparaître de son CV son rôle dans un film
- Jean-Michel Anctil dans De père en flic
- Guillaume Lemay-Thivierge dans Détour
- Jason Roy Léveillée dans À vos marques... party! 2
- Tous les anciens joueurs du Canadien de Montréal échangés avant la sortie de Pour toujours, les Canadiens!

### Pire réplique
- « T'es-tu en train de me fourrer?! », par Julie Le Breton dans Cadavres
- Toutes les onomatopées de RosaLee Jacques, dans À vos marques... party! 2
- « On se fait la baise. », par Louise Portal dans Le Bonheur de Pierre
- « Ça va mal, ça allait mal, ça va aller mal, pis le monde entier va mal, boswel. », par Rémy Girard dans Le Bonheur de Pierre

### Prix Aurore de l'accessoire de l'année
- La camisole en filet de Guillaume Lemay-Thivierge, dans Détour
- Les parachutes, dans Les Pieds dans le vide
- Le verre de vin de Christian Bégin dans Pour toujours, les Canadiens! (en référence à une parodie dans 3600 secondes d'extase)
- Les cartes de hockey dans Pour toujours, les Canadiens!
- Alexandre Despatie dans À vos marques... party! 2
- La marquise de l'hôtel pur dans À vos marques... party! 2

### Prix Aurore des meilleurs crieux
- Sandrine Bisson dans 1981 (l'actrice remporta le prix de la meilleure actrice de soutien pour le même film)
- Roy Dupuis dans Les Doigts croches
- Michel Côté et Louis-José Houde dans De père en flic
- Sylvie Testud dans Le Bonheur de Pierre
- Tous les acteurs dans 5150, rue des Ormes

### Prix Aurore animalier
- Les toutous animaliers de À vos marques... party! 2
- Le bichon dans Le Bonheur de Pierre (ex-aequo)
- Les cochons en cavale dans Cadavres

### Prix Aurore de la pire coiffure
- Guillaume Lemay-Thivierge, dans Détour et Les Pieds dans le vide
- Les personnages punks et Patrick Huard dans Cadavres
- Le toupet de Xavier Dolan, cité comme « coiffure s'étant la plus illustrée à l'étranger »

### Prix Aurore de la pire scène
- La toupie de Patrick Huard, dans Cadavres

### Prix Aurore du pire cadavre
- Suzanne Champagne dans Détour
- L'orphelin Girard dévoré par des loups dans Je me souviens
- Marie-Josée Godin, dans Cadavres
- Saku Koivu dans Pour toujours, les Canadiens
- Le jeu d'échecs grandeur nature de 5150, rue des Ormes

## 2011
Sélection et Prix Aurore décernés en 2011, :

### Meilleur pire film
- Le poil de la bête
- Lance et compte – Le film
- Filière 13
- L'Appât
- Piché-Entre ciel et terre

### Prix liquid paper du pire acteur
- Guy A. Lepage et Rachid Badouri : L'Appât
- André Sauvé, Filière 13
- Serge Dupire, L'Appât
- Louis Morissette, Reste avec moi
- Guillaume Lemay-Thivierge, Filière 13
- Tous les acteurs de Lance et compte – Le film (même ceux dont les personnages meurent dans les dix premières minutes)

### Prix Liquid paper de la pire actrice
- Anick Jean dans Filière 13
- Maxim Roy, L'Appât
- Marie Tifo, Lance et compte – Le film
- Danielle Proulx, Reste avec moi
- Louise Portal, Lance et compte

### Meilleure pire utilisation d'un animal de compagnie
- Le loup-garou horrible et raté dans Le poil de la bête

### Meilleure pire rentabilité
- La Cité (1400$ par billet pour rentabiliser le film)

### Pire bibitte à poil
- Jean-René Dufort en Zorro dans Le Journal d'Aurélie Laflamme

### Meilleur pire personnage de «looser»
- L'équipe du National dans Lance et compte

### Coitus interruptus
- La très originale scène du savon dans Piché

### Pire accessoire de l'année
- La coquille de Guy A. Lepage dans L'Appât

### Pires dialogues de l'année
- Le Poil de la bête

## 2012
Sélection et Prix Aurore décernés en 2012 :

### Pire accessoire
- Les poussettes, le porte-bébé, le siège de bébé, la Volvo, les tests de grossesse ainsi que la nounou, dans Le Bonheur des autres
- Le fouet et tout l’attirail sadomaso de Louise Portal dans Le Bonheur des autres
- Le protège-prépuce tricoté par Rita Lafontaine dans French immersion
- Les cartons jaunes « En français » dans French immersion
- Toute la coutellerie, dont l’écouilleur dans Le sens de l’humour

### Meilleure pire scène du film
- Rita Lafontaine qui tombe la face dans son ragoût quand elle apprend que son pensionnaire est juif et qui va d’elle-même constater sa circoncision pendant la nuit dans French immersion
- L’allaitement gériatrique de Louise Laparé et Gaston Lepage dans Coteau rouge
- Marina Orsini qui pleure lors de sa chicane avec sa fille et son mari dans Sur le rythme

### Prix G.P.S. (Gênante paroisse de scénario), pire nom de village dans un film
- Saint-Agasse dans Frisson des collines
- Fort-Aimable dans La Sacrée
- St-Isidore-du-Cœur-de-Jésus dans French immersion
- Toute la MRC du Cotorro dans Angle mort
- À ras St-Damien dans Jaloux

### Marque personnelle (pire maquillage)
- Les broches de Brigitte Pogonat dans La Peur de l'eau
- Le costume de monstre en caoutchouc de Peter Miller dans Angle mort
- La teinture noire pour rajeunir Michel Barrette dans Le Bonheur des autres
- Les perruques dans Gerry

### Prix «Y'en ont pris du bon» (ce qui semble être la meilleure drogue dans un film)
- Le gros joint dans French immersion
- Le buvard dans Gerry
- Le somnifère de Karine Vanasse dans Angle mort
- Jésus et son mouton dans Pour l'amour de Dieu

### Prix «La farme-tu ta yeule?» (pire réplique)
- « R.R., c’est pour Rosalie Richard, j’imagine? » (P-F Legendre) « Non, c’est pour rond rond petit patapon »- Le p’tit bum dans La Peur de l’eau
- « Je tenais les 2 pénis de ces deux hommes-là, un dans chaque main… l'abondance » – Catherine De Léan dans Nuit #1
- « …les clés des menottes!» (Sébastien Huberdeau) « mais j’les trouve pas! » (Karine Vanasse) « CHECK DANS SES POCHES! » dit Sébastien Huberdeau à Karine Vanasse qui fouille le policier dans Angle mort pour trouver les menottes
- « On va réveiller les morts, le vieux, avec la poésie. » – Gerry dans Gerry
- « Elle a quelque chose d’inouï. » (Claude Legault) « Laisse les premières nations tranquilles; y ont pas besoin de se faire fourrer par toi en plus… » (Didier Lucien) « j’ai dit inouï, pas inuit » – Claude Legault dans French kiss

### «Çavapasfow award» (personnage le plus déprimé)
- Sonia Vachon dans Le Sens de l'humour
- Emmanuel Bilodeau et Gildor Roy dans Le Colis
- Ève Duranceau dans Le Bonheur des autres
- Emmanuel Schwartz dans Laurentie
- Hélène Florent dans Café de Flore

### Prix «Mario, on connaît la chanson» (utilisation la plus malencontrueuse d'un air de chez nous)
- Un pied mariton chanté par des petits bums de région dans Jaloux
- Lindberg de Robert Charlebois chanté par les Anglos pour célébrer la fin de leur séjour dans French immersion
- Hélène de Roch Voisine chanté par des enfants autour du feu, dans Starbuck
- Aide-moi à passer la nuit de Claude Valade comme prémisse amoureuse dans La peur de l’eau

### Meilleur pire film
- Angle mort de Dominic James
- French Kiss de Sylvain Archambault
- Le Colis de Gaël D’Ynglemare
- La Peur de l’eau de Gabriel Pelletier
- French immersion de Kevin Tierney

### «Liquid Paper» masculin
- Emmanuel Bilodeau, Jean-Marie Corbeil et Gildor Roy dans Le Colis
- Toute la distribution masculine de French immersion. Une mention spéciale à Yves Jacques et à Robert Charlebois
- Éric Bruneau en Pierre Harel dans Gerry
- Sébastien Huberdeau dans Angle mort
- René-Richard Cyr dans Le Sens de l'humour

### «Liquid Paper» féminin
- Karine Vanasse dans Angle mort
- Toute la distribution féminine de French immersion
- Marina Orsini dans Sur le rythme
- Sylvie Léonard dans Le Colis
- Brigitte Pogonat dans La Peur de l’eau

### Le film dont on redoute le plus la suite
- Angle mort 2: L’angle ressuscité!
- French Immersion, c’est la faute à Trudeau : Immersion anglaise; it’s because of Bourassa
- Gerry the sequel: Wézo! Et Gerry the prequel: Breen!
- Et la suite du film sur la semence de Patrick Huard, Starbuck 2: Second Cup

## 2013
Sélection et Prix Aurore décernés en 2013 :

### Pire coiffure
- Toute la distribution de Mars et Avril
- Marc-André Grondin dans L'Affaire Dumont
- Monique Spaziani et Monia Chokri dans Laurence Anyways
- Marie-Chantal Perron dans Ésimésac
- Toutes les perruques dans L'Empire Bo$$é

### Meilleure pire scène
- Le gland qui déprend le pétale dans le trou de l’évier dans Ésimésac
- La danse lascive pour mononcles libidineux de Rachelle Lefèvre dans Omertà
- La plogue de la ville de Québec de Brigitte Lafleur dans Pee-Wee
- Le plan-séquence autour de la salle à manger dans L'Empire Bo$$é
- Le french de retrouvailles entre le fils et sa mère dans Mesnak

### Prix «La maudite argent» remis au film qui a la meilleure charge contre le capitalisme
- Stéphanie Lapointe qui nous fait une leçon de capitalisme dans Liverpool
- La rébellion contre l’argent dans Columbarium
- Le refus de l’héritage de 50 millions $ dans Tout ce que tu possèdes
- La fille adoptive révoltée dans L'Empire Bo$$é

### «La farme-tu ta yeule?» (prix attribué aux pires répliques de l’année)
- « Il est tellement fort que quand il pète, ça sent pas, ça goûte! » dans Ésimésac
- « Coudon, ça prend-tu un bac pour te faire venir? » dans Columbarium
- « L’important, c’est pas d’en avoir une grosse, c’est de savoir s’en servir » dans Ésimésac
- « Tu vas voir qu’une boule-à-mites dans l’cul, ça chauffe en ostie! » dans Omertà
- « Je sais, j’ai pas beaucoup de poil. C’est génétique, ça vient de mon père. Mais j’veux pas dire par là que ma mère était poilue » dans Mars et Avril

### Prix Caroline-Néron, remis au film où ça parle pas, parce que Caroline Néron trouve qu’il y a trop de dialogues dans les films québécois
- Bestiaire
- J’espère que tu vas bien
- Le Torrent
- Rebelle
- Camion

### «Je suis riche, mais j’ai le droit de faire du cinéma moi aussi»
- Jacques Villeneuve qui nous fait la leçon dans Dérapages
- Guy Laliberté qui avoue ne rien comprendre aux conjugaisons en français dans Toucher le ciel
- Gilbert Rozon, Marcel Aubut, Lise Watier, Georges-Hébert Germain dans L'Empire Bo$$é
- René Angelil dans Omertà

### Prix «Ça va pas fort» attribué à la personne qui feel pas fort ou qui se lamente
- Pierre-Luc Brillant dans La mise à l’aveugle
- David LaHaye dans J’espère que tu vas bien
- Julien Poulin dans Camion
- Patrick Huard dans Omertà
- Toute la distribution de Tout ce que tu possèdes

### Prix «On n’avait pas besoin de voir ça»
- Massage et chant de pieds dans Hors les murs
- Grattage de langue et brossage de dents dans Columbarium
- Patrice Dubois qui se sort un long coton du nez dans Camion
- Guy Laliberté qui nous apprend qu’il fait toujours un petit pipi quand il fait caca dans Toucher le ciel
- La scène d’amour entre Caroline Dhavernas et Jacques Languirand dans Mars et Avril

### Meilleur pire film
- Omertà
- Ésimésac
- L'Empire Bo$$é
- Mars et Avril

### «Liquid Paper» masculin
- La tête de Robert Lepage dans Mars et Avril
- David Boutin et Maxime Dumontier dans Columbarium
- René Angelil et Stéphane Rousseau dans Omertà
- Louis Morissette dans Liverpool
- Guy A. Lepage, James Hyndman, Claude Legault, bref, toute la distribution masculine dans L’empire Bo$$é

### «Liquid Paper» féminin
- Rachelle Lefèvre dans Omertà
- Nathalie Coupal dans La Vallée des larmes
- Stéphanie Lapointe dans Liverpool
- Valérie Blais dans L'Empire Bo$$é
- L’autruche qui est off dans Bestiaire

### Film dont on redoute le plus sa suite
- Mai et Juin (Mars et Avril)
- Le rempire Bo$$é (L'Empire Bo$$é)
- L'affaire Martin Dumont (L'Affaire Dumont)
- Toucher le fond (Toucher le ciel)
- Omertà 2 – La revanche du chesterfield de Luc Dionne

## 2014[9]

### Meilleur pire film
- Hot dog
- Lac Mystère
- La Maison du Pêcheur
- Émilie
- Moroccan gigolos

Première fois qu'il y a deux gagnants en une édition.

### Liquid paper masculin
- Éric Salvail, Daniel Lemire, Rémy Girard, Paul Doucet, Dino Tavarone, Pierre-François Legendre et toute la distribution masculine de Hot dog
- Benoît Gouin (Lac Mystère)
- Patrick Drolet et Patrick Hivon (Émilie)
- Luc Picard (La maison du pêcheur)
- François Arnaud (Moroccan gigolos)

### Liquid paper féminin
- Pascale Bussières et Émilie Bibeau (Émilie)
- Édith Cochrane (Hot dog)
- Marie-Chantal Perron (Amsterdam)
- Guylaine Tremblay (Moroccan gigolos)

### Prix Aurore de l’arme weird ou ridicule
- Le lit de fakir de Rouge sang
- La statue de Sainte Vierge «assommeuse de Chinois» de Roche papier ciseaux
- Le piège à renard de Lac Mystère
- Le piège à ours de Vic + Flo ont vu un ours
- La sarbacane de Hot Dog

### Pire accessoire
- François Avard, « scénariste accessoire de Moroccan Gigolos qui n’a servi à rien »
- Le poireau dans la face de Romane Bohringer de Vic + Flo ont vu un ours
- Le cure-dent de Benoît Gouin dans Lac Mystère
- La dent dans la saucisse de Hot Dog

### Pire scène
- Éric Salvail et Rémy Girard qui semblent sortir de Matrix
- L’accouchement de Pascale Bussières dans le salon de coiffure d’Émilie
- La recherche du noyé dans le trou de glace d’Amsterdam
- La cascade en vélo dans les poubelles de Patrick Drolet, aussi dans Émilie

#### En vrac
- Aurore du pire animal de compagnie : la perruque de Dino Tavarone dans Hot Dog
- Aurore du pire faux accent : Pascale Bussières dans Émilie
- Aurore de la pire réplique : Daniel Lemire dans Hot Dog – « C’est drôle la vie des fois : t’as beau être en train de gérer une crise internationale, une opération à cœur ouvert ou une grande rencontre, m’as te dire que quand t’as une envie de chier; toutte s’arrête! »
- Aurore « On avait pas besoin de voir ça » : Gildor Roy qui se fait lécher les plaies par un chien dans Lac Mystère
- Aurore « Chante la ta toune – Not! » ou pire chanson : Garou + Roch Voisine + Bryan Adams pour Il était une fois les Boys
- Aurore du placement de produit : Patrice Roy dans L’Autre maison

## 2015
Sélection et Prix Aurore décernés en 2015 :

### Meilleure pire scène
- La baise avec la colonne de béton dans Le Vrai du faux
- La cérémonie vaudou dans Les Maîtres du suspense
- L’enterrement de chien dans Love Projet
- L’examen du zizi dans Le Règne de la beauté
- L’explosion de la toilette dans Henri Henri

### Meilleur pire accessoire
- Les béquilles de Marie-Chantal Perron dans J'espère que tu vas bien 2
- La bizoune de Mathieu Quesnel dans Le Vrai du faux
- Le cheveux de Xavier Dolan dans Tom à la ferme
- Les ibébelles dans Le Vrai du faux
- La moustache de Céline Bonnier dans Love Projet
- La tête de lièvre dans Bunker

L'acteur est venu récupérer son prix.

### «Ah ben! R'garde donc qui c'est qui est là!» (prix attribué à une personnalité publique qui fait un caméo percutant dans un film)
- Derek Aucoin dans La Gang des hors la loi
- Marie-France Bazzo et Denis Lévesque dans Le Vrai du faux
- Kirikou dans Mommy
- L’architecte Pierre Thibault dans Le Règne de la beauté
- Ricardo Trogi dans Bunker

### Meilleur «kickeur»
- Robin Aubert – Les Maîtres du suspense
- Antoine L'Écuyer – La Garde
- Antoine Olivier Pilon – Mommy
- Mathieu Quesnel – Le Vrai du faux

L'acteur est venu récupérer son prix.

### Meilleur film recommandé pour les cardiaques en raison de sa lenteur et de son niveau d’intensité
- 3 histoires d'Indiens
- Bunker
- Ceci n'est pas un polar
- Tu dors Nicole

### «La farmes-tu, ta yeule?» (prix attribué à la pire réplique de l’année)
- N’importe quelle réplique dans J'espère que tu vas bien 2
- « J'ai un REER, j'ai un CELI, j'ai la chienne! Ostie qu'j'ai la chienne ! » – Michel Côté dans Les Maîtres du suspense
- « Roxanne, crisse! Un jour là, va falloir que tu comprennes une des grandes réalités de la vie : t’as des tétons! » – Guylaine Tremblay dans Qu'est-ce qu'on fait ici ?
- « La Seconde Guerre mondiale n’a pas été déclarée après qu'Hitler ait vu un film de Tarzan ! » – Stéphane Rousseau dans Le Vrai du faux

L'actrice est venue récupérer son prix.

### «Liquid paper» féminin
- La distribution féminine de Love Projet
- Melanie Merkosky dans Le Règne de la beauté
- Mélanie Thierry dans Le Règne de la beauté

### «Liquid paper» masculin
- Éric Bruneau dans Le Règne de la beauté
- Benoit McGinnis dans Love Projet
- Stéphane Rousseau dans Le Vrai du faux

### Meilleur pire film
- Bunker de Patrick Boivin
- Love Projet de Carole Laure
- Le Règne de la beauté de Denys Arcand
- Le Vrai du faux d'Émile Gaudreault

## 2016
Sélection et Prix Aurore décernés en 2016, :

### Meilleure pire scène
- Le personnage de Louis Morissette qui se rase la poche dans Le mirage

### Meilleur film pour les cardiaques
- Le Journal d'un vieil homme

### Bécosse d'or (Meilleure représentation du transit intestinal et urinaire)
- Le mort qui fait un beau gros pipi dans Turbo Kid

### Meilleur pire accessoire
- Les mamelons de Guy Jodoin dans Ego Trip

### Meilleure pire chanson
- Maxim Gaudette qui chante J'ai planté un chêne dans Les Êtres chers

### La farmes-tu, ta yeule? (meilleure pire réplique)
- « Youppi, c'est comme le Phénix : il renait de ses cendres, comme la bêtise humaine. » - Patrick Drolet dans Le Journal d'un vieil homme

### Mutuelle d'Omaha (meilleure utilisation d'un animal)
- La brebis qui accouche dans Le Garagiste

### «Liquid paper» féminin
- Édith Côté-Demers dans Le Scaphandrier
- Èvelyne Brochu dans Les Loups
- Laurence Leboeuf dans Turbo kid
- Marie-Ève Milot dans Ego trip

### «Liquid paper» masculin
- Raymond Bouchard dans Le Scaphandrier
- Guy Jodoin dans Ego trip
- Alexandre Landry dans Le Scaphandrier
- Robin Aubert dans Autrui
- Marc-André Grondin dans After the ball

### Meilleur pire film
- After the Ball
- Autrui
- Ego Trip
- Le Scaphandrier

## 2017[13]

### Meilleurs pires effets spéciaux ou cascades
- Roy Dupuis étampé dans le mur dans Embrasse-moi comme tu m'aimes
- L'arrivée en canot dans Chasse-Galerie : La légende
- La chute du toit dans Les Trois P'tits Cochons 2
- Les ordis qui dansent dans Nitro Rush
- Le meurtre du junkie dans Un paradis pour tous

### Prix «La farmes-tu ta yeule», remis à la meilleure pire réplique de l’année
- « C’est une jedi. Je pense que ça se prononce guédaille » – Ça sent la coupe
- « Moi non plus je ne les aime pas tes beans. Ça te fait péter pi tu sens la charogne, on dirait une dompe » – Embrasse-moi comme tu m'aimes
- « Il faut toujours battre le beau-frère pendant qu’il est chaud » – La Chasse au collet
- « Je ne veux pas être la tapette du milieu des affaires de Montréal » – Les Trois P'tits Cochons 2
- « La sensation de l’heure qui chante avec son vagin : Marina Snatch » – Votez Bougon
- « Pas de zignage pendant deux heures; pif paf pouf dans pantoufle » – Votez Bougon

### Prix du meilleur pire accessoire
- La barbe des séries de Louis-José Houde qui cache sa seule expression comme acteur dans Ça sent la coupe
- La barbe de François Papineau dans Chasse-Galerie : La légende
- Les chandails fleuris des méchants chimistes dans Nitro Rush
- La perruque d’Antoine-Olivier Pilon dans Nitro Rush
- L’ensemble du film, avec une mention spéciale au blackface, dans Un paradis pour tous

### La meilleure pire scène
- Le couteau dans la mauvaise épaule dans Ceux qui font les révolutions à moitié n'ont fait que se creuser un tombeau
- La pipe de l’infirmière dans Les Trois P'tits Cochons 2
- La colère dans le vestiaire de la piscine dans Nelly
- La bataille dans la douche dans Nitro Rush
- Les musulmans en campagne électorale dans Votez Bougon

### Le Précoce-car, remis au film qui nous fait attendre le moins longtemps pour une scène de sexe
- Boris sans Béatrice
- La Chasse au collet
- Chasse-Galerie : La légende
- Les Trois P'tits Cochons 2
- Nelly

### Meilleur film pour les cardiaques, remis au film le plus lent
- Avant les rues
- La Chasse au collet
- L'Origine des espèces
- Pays
- Un ours et deux amants

### Meilleure apparition de Marc Labrèche au cinéma cette année
- Marc Labrèche dans 9, le film
- Estelle Richard dans King Dave
- Estelle Richard dans L'Origine des espèces
- Estelle Richard dans Votez Bougon

### Meilleur pire accessoire
- Le biberon dans Embrasse-moi comme tu m'aimes
- Le foie-de-bœuf liché dans Endorphine
- La pelle meurtrière dans La Chasse au collet
- L’érection matinale de Guillaume Lemay-Thivierge dans Les Trois P'tits Cochons 2
- Les boules chinoises de Dolorès dans Votez Bougon

### «Liquid Paper» masculin – pire acteur
- Alexandre Goyette – Nitro Rush
- Patrice Robitaille – Les 3 P’its Cochons 2
- Guillaume Lemay-Thivierge - Nitro Rush, Les 3 P’tits Cochons 2
- Patrick Drolet – Ça sent la coupe, Embrasse-moi comme tu m’aimes
- Paul Doucet – Les Trois P’tits Cochons 2, La Chasse au collet

### «Liquid Paper» féminin – Pire actrice
- Madeleine Péloquin – Nitro Rush
- Sophie Prégent – Les Trois P'tits Cochons 2
- Hélène Bourgeois Leclerc – Votez Bougon

### Pire film de l’année
- Votez Bougon
- Nitro Rush
- Les Trois P'tits Cochons 2

## 2018
Sélection et Prix Aurore décernés en 2018,,,,, :

### Meilleure pire scène
- Le nez cassé sur le bol (Innocent)
- Le pipi dans l’urne funéraire (Innocent)
- La séduction primitive (De père en flic 2)
- Les pleurs sur le rap (Le Problème d'infiltration)
- Le trip à 3 qui finit à 2 (Le Trip à trois)
- Le zignage devant le banc des punitions (Goon 2)

### Le «Ça va pas fort award» (film de la petite misère)[Note 2]
- Le Problème d’infiltration
- La Petite Fille qui aimait trop les allumettes
- Chien de garde
- Nous sommes les autres
- L'Autre côté de novembre
- Miséricorde
- Tadoussac

### Meilleure claque[Note 3]
- Marie-Ginette Guay (Les affamés)
- Émile Proulx-Cloutier (Nous sommes les autres)
- Jean-Simon Leduc (Chien de garde)
- Patrick Huard et Marc Beaupré (Bon Cop, Bad Cop 2)
- Michel Côté et Patrice Robitaille (De père en flic 2)

### Meilleur pire film de l’année[Note 4]
- De père en flic 2
- Goon 2
- Innocent
- Le Trip à trois

### «Liquid Paper» non-genré
- Marc-André Grondin dans Goon 2
- Louis-José Houde dans De père en flic 2
- Martin Matte dans Le Trip à trois
- Mariana Mazza dans Bon Cop, Bad Cop 2
- Sophie Nélisse dans Et au pire, on se mariera 2
- Toute la distribution d’Innocent

L'humoriste est venue récupérer son prix.

### Meilleure fausse bonne idée de l'année
- Du jazz et encore du jazz, Les Scènes fortuites
- Le film en noir et gris foncé, La Petite Fille qui aimait trop les allumettes
- La scène Bollywood, Charlotte a du fun
- Le lip sync sur « Total eclipse of the heart », Le Trip à trois
- Le générique parlé avec Emmanuel Bilodeau, Innocent

L'acteur est venu récupérer son prix.

### Meilleure pire réplique de l'année
- « Elle a rencontré quelqu'un sur son site de fourrage; Snatchbook » –  dans Innocent
- « J'ai des boulettes de viande épicées qui me sortent du trou de cul » – Jay Baruchel dans Goon 2
- « La libido de Marie-Claude s’est endormie y a 5 ans : J'vois un vol-au-vent pis je mouille » – Sonia Vachon dans De père en flic 2
- « Arrête de frotter tes comptoirs, pis frotte-toi dont le clit à place, ça va te déniaiser » – Bénédicte Décarie dans Le Trip à trois
- « On t'amènera jamais à chasse si tu ne sais pas faire la différence entre un chevreuil pis une femme toute nue » – Henri Picard dans Les Rois mongols
- « C'est clair que tu as fini de me scalper le cul pour me remonter la face » – Guy Thauvette dans Le Problème d'infiltration

### Meilleur film pour les cardiaques (dans lequel il ne se passe rien)
- Tuktuq
- L'Autre côté de novembre
- Isla Blanca
- Pour vivre ici
- Y'est où le paradis ?

### «Drôle de tête» (tête s’étant le plus démarqué par des effets spéciaux ou du maquillage)[Note 3]
- La boîte à bois (Pieds nus dans l’aube)
- Robert Brouillette pu de tête (Les Affamés)
- Le melon d’eau (Innocent)
- Le grand brûlé et Christian Bégin enrubanné (Le Problème d’infiltration)
- Les masques d’animaux (Le Trip à trois)
- L’homme sans tête (Nous sommes les autres)

### Caméo de l'année[Note 5]
- Donald Pilon (De l'autre côté de novembre)
- Brandon Prust, George Parros, Georges Laraque et cie (Goon 2)
- Claude Poirier (Bon cop Bad cop 2)
- Robert Brouillette (Les Affamés)
- François Pérusse (Les Scènes fortuites)
- Marjo  (Chien de garde)
- Pierre Brassard (Le Trip à trois)

L'acteur est venu récupérer son prix.

## 2019
Sélection et Prix Aurore décernés en 2019 :

### Aurore du meilleur pire film
- Burn Out ou la servitude volontaire, de Michel Jetté
- Mon ami Walid d’Adib Alkhalidey
- Un jour mon prince de Flavia Coste
- Pervers ordinaire de Roger Boire

### «Liquid Paper» féminin, remis à l’actrice qui devrait effacer de son CV le film dans lequel elle a compromis sa carrière cette année
- Sarah-Jeanne Labrosse et Mylène St-Sauveur pour Un jour mon prince

Les deux comédiennes sont venues chercher leur prix.
- Toute la distribution féminine (Pervers ordinaire)
- Jézabel Drolet (Burn Out ou la servitude ordinaire)
- Madame «Je Note» (Burn Out ou la servitude ordinaire)

### «Liquid Paper» masculin, remis à l’acteur qui devrait effacer de son CV le film dans lequel il a compromis sa carrière cette année
- Adib Alkhalidey et Julien Lacroix pour Mon ami Walid (Julien Lacroix est venu chercher son prix)
- Martin Boileau dans Pervers ordinaire
- Emmanuel Auger dans Burn Out ou la servitude volontaire
- Samuel Thivierge dans Identités

### Aurore « Quand on se compare, on se console », remis au meilleur pire film étranger
- Amoureux de ma femme de Daniel Auteuil
- Le 15 h 17 pour Paris
- Sherlock Gnomes
- Carnage chez les joyeux touffus

### Aurore de la meilleure pire scène
- La scène érotique avec la courge butternut dans Mon ami Walid (le comédien Guy Jodoin est venu chercher son prix)
- La chicane de fées dans Un jour mon prince
- Le lézard humain dans Impetus
- Les agents pas très secrets dans La Chute de l’empire américain
- L’amoureux gérontophile dans le mur dans Quand l’amour se creuse un trou

### Aurore du meilleur pire accessoire
- Le redoutable lilas assassin dans Burn Out ou la servitude volontaire
- L’acné juvénile pas crèyable dans La Chute de Sparte
- Le tapis trop propre sous le cadavre ensanglanté dans Pervers ordinaire
- La passe à cheveux génitale Sashinka
- La fausse calvitie de Martin Perizzolo dans Mon ami Walid
- Le bi-nasal dans Un jour mon prince

### Aurore « Ça va pas fort », remis au film qui aurait dû être commandité par Prozac
- Le Nid avec Pierre-Luc Brillant (le comédien est venu chercher son prix)
- Emmanuel Auger dans Burn Out ou la servitude volontaire
- Jean-Michel Anctil et Josée Deschênes dans Répertoire des villes disparues
- Martin Dubreuil dans La Grande Noirceur
- Toute la distribution féminine dans Dérive

### Aurore « La farme tu ta yeule », remis à la meilleure pire réplique
- « Je te parle pas d’amour, je te parle du besoin de te purger le poireau de temps en temps. T’as le cerveau qui suinte le sperme ». (Pervers ordinaire)
- « Tu ne pourras pas fourrer à soir, tu es menstrué. » - La Chute de Spartre

- « Caliss, j'suis en train de chier! » - Le Nid
- « Je ne suis pas un avocat moi, je suis un criminel, je suis honnête. » - La Chute de l'empire américain

### Aurore « Ah ben r'garde donc qui c'est qui est là », remis au pire meilleur caméo
- Émile Bilodeau pour son apparition dans Genèse (le musicien est venu chercher son prix)
- La femme de Phaneuf dans La Chute de l'empire américain
- Denise Robert dans La Chute de l'empire américain
- Brandon Prust dans La Chute de l'empire américain
- Dominique Bertrand dans La Chute de l'empire américain
- Claude Robinson dans Ailleurs

### Mentions spéciales
Trois mentions spéciales ont été accordées par l’Académie :
- Le renvoyou qui s’est taillé une place de choix dans notre cinéma cette année
- Tous ceux qui ont concocté des scènes de danse pas piquées des vers dans de nombreux films
- Les rires en canne dans Burn Out ou la servitude volontaire.

### Traurore
L’Académie a remis cette année le Traurore pour la première fois. Ce prix a été créé spécialement pour saluer Papa est devenu un lutin. Ce film s’est en effet signalé comme le meilleur du pire dans tellement de catégories qu’il aurait sans peine raflé tous les prix.

### Aurore Rétroactif
- Prix « Liquid Paper » masculin, remis à l’acteur qui devrait effacer de son CV le film dans lequel il a compromis sa carrière cette année à Marc-André Grondin pour After the Ball pour l'année 2012.

## 2020
Sélection et Prix Aurore décernés en 2020:

### Aurore « La farme tu ta yeule », remis à la meilleure pire réplique
- « J’ai pas le droit de fumer, j’ai pas le droit de fourrer, mais laissez-moi mon dessert tabarnac » (Anouk Vachon-Lincourt, Antigone)
- « C’est pas la gorge profonde à laquelle tu t’attendais » (Brigitte Poupart, Avant qu'on explose)
- « Je viens de vous faire un beau caca » (Micheline Lanctôt, Le Rire)
- « J’ai juste un goût dans yeule, pis c’est celui du hockey » (Philippe-Audrey Larrue-St-Jacques dans Les Barbares de La Malbaie)
- « Sors ton toton, Francine a soif »  (Roy Dupuis, Les Fleurs oubliées)
- « Gnangnangnangnanganan » (Anne-Élisabeth Bossé, Menteur)

La comédienne est venue chercher son prix.

### Aurore du meilleur pire accessoire
- La ceinture de chasteté avec alarme, Le Vingtième Siècle
- La main en cactus, Le Vingtième Siècle
- L’orchestre d’hommes orchestre, Avant qu’on explose
- Le collier cervical, Les Barbares de la Malbaie
- Le tampon ensanglanté, Fabuleuses
- Le bébé traîné partout, Les Fleurs oubliées

### Aurore du pire animal de compagnie
- Le perroquet, Le Vingtième Siècle
- Les fausses abeilles, Les Fleurs oubliées
- Les limaces, Les Fleurs oubliées
- La pinte de lait, Mad Dog Labine
- Le chien volant, Menteur

### Aurore «Alerte aux végans»
- Le whack à phoque, Le Vingtième Siècle
- Le dépeçage du cerf, Kuessipan
- Le dépiautage du lapin, Il pleuvait des oiseaux
- Les carcasses dans la boucherie, Mafia Inc.
- Le steak saignant, Menteur

### Aurore «Fourches et fesses»
- L’observation de vulve par le frère Marie-Victorin, Les Fleurs oubliées
- Les fesses de Rémy Girard, Il pleuvait des oiseaux
- Les fesses de Roy Dupuis, Les Fleurs oubliées
- L’étesticulation douloureuse, Vivre à 100 milles à l'heure

### Aurore de la pire scène
- Le threesome avec Mackenzie King, une botte et un cactus, Le Vingtième Siècle
- Le frère Marie-Victorin qui mange les orteils de son assistante, Les Fleurs oubliées
- La lucha libre dans un champ, Les Fleurs oubliées
- La bagarre avec le taille-haie, Menteur
- L'appel au 911, Merci pour tout

### Absence de prix
Les prix Liquid Paper et du meilleur pire film ne furent pas remis cette année en raison du contexte éprouvant de l'année 2020.

## 2024
Après une pause de trois ans, les prix sont revenus dans un format réduit.

### Meilleure pire scène
- La mort du cycliste dans Testament
- Le char qui part du mauvais sens dans Jour de merde
- Le coeur qui s'illumine dans Cœur de slush
- « Smart talk » avec le bras dans le cul d'une vache dans Frontières

### Aurore Ça va pas fort
Prix remis au personnage qui est le plus déprimé.
- Guy Nadon dans Le Temps d'un été
- Pascale Bussières dans Frontières
- Pierre Verville dans Des hommes, la nuit
- Théodore Pellerin dans Solo

### Aurore de la Cruauté animale
Remis à la scène où un animal a été le plus maltraité.
- Le petit chien Sugar dans le sac dans Bungalow
- Le pauvre gibier dans Frontières
- La chauve-souris dans Vampire humaniste cherche suicidaire consentant
- Le draquin[Note 6] éventré dans Farador

### PrixWTF(C'était tu nécessaire)?
- Les vieux péquistes qui manifestent en marchette dans Testament
- Les multiples cadenas dans Frontières
- Le déguisement de Réal Bossé dans Jour de merde
- Les double-noms dans Testament

### Meilleur pire pétage de coche
- Eve Ringuette qui démolit son miroir de char dans Jour de merde
- Charles-Aubey Houde et les pâtes carbonara dans Le Plongeur
- La scène de chicane de couple avec crachat de Magalie Lépine-Blondeau dans Simple comme Sylvain
- Pierre Verville qui fesse sur un char avec un bâton de golf dans Des hommes, la nuit
- Marc-André Grondin qui « pitche » son téléphone dans le mur dans Richelieu

### Meilleur pire réplique
- « Hé, c'est pas à soir que je vais pogner une tique sur la noune, certain !» Édith Cochrane dans Des hommes, la nuit
- « J'écris des histoires d'épées magiques dans des vagins pis je crisse ma job là ! » Jean-Philippe Côté dans Farador
- « Il est en train de pisser sur mon bois. » Réal Bossé dans Jour de merde
- Marmonnements de Gaston Caron dans Coco ferme

### Aurore Liquid paper non-genré
Remis à l'acteur ou à l'actrice devant retiré le film de son CV
- Réal Bossé dans Jour de merde (le comédien est venu chercher son prix)
- Geneviève Schmidt dans Bungalow
- Ève Landry dans Bungalow
- Toute la distribution de Testament sauf Rémy Girard

### Meilleur pire film
- Testament
- Bungalow
- Jour de merde
- Farador